# Elecciones municipales de Trujillo de 1986
Las elecciones municipales de Trujillo de 1986 se llevaron a cabo el 9 de noviembre de 1986 para elegir al alcalde y al Concejo Provincial de Trujillo para el periodo 1987-1989. La elección se celebró simultáneamente con elecciones municipales en todo el país.

## Sistema electoral
La Municipalidad Provincial de Trujillo es el órgano administrativo y de gobierno de la provincia de Trujillo. Está compuesta por el alcalde y el Concejo Provincial.
La votación del alcalde y el concejo se realiza en base al sufragio universal, que comprende a todos los ciudadanos nacionales mayores de dieciocho años, empadronados y residentes en la provincia de Trujillo y en pleno goce de sus derechos políticos, así como a los ciudadanos no nacionales residentes y empadronados en la provincia de Trujillo.
El Concejo Provincial de Trujillo está compuesto por 19 regidores elegidos por sufragio directo para un período de tres (3) años, en forma conjunta con la elección del alcalde (quien lo preside). La votación es por lista cerrada y bloqueada. Se asigna a la lista ganadora los escaños según el método d'Hondt o la mitad más uno, lo que más le favorezca. Es elegido como alcalde el candidato que ocupe el primer lugar de la lista que haya obtenido la más alta votación.

## Composición del Concejo Provincial de Trujillo
La siguiente tabla muestra la composición del Concejo Provincial de Trujillo antes de las elecciones.
| Partidos | Partidos                  | Regidores |
| -------- | ------------------------- | --------- |
|          | Partido Aprista Peruano   | 15        |
|          | Izquierda Unida           | 2         |
|          | Partido Popular Cristiano | 1         |
|          | Acción Popular            | 1         |

## Partidos y candidatos
A continuación se muestra una lista de los principales partidos y alianzas electorales que participaron en las elecciones:
| Candidatura | Candidatura | Partidos y alianzas | Candidatos | Candidatos                 | Ideología                                               | Resultado previo | Resultado previo | Ref. |
| Candidatura | Candidatura | Partidos y alianzas | Candidatos | Candidatos                 | Ideología                                               | Votos (%)        | Reg.             | Ref. |
| ----------- | ----------- | --- | ---------- | -------------------------- | ------------------------------------------------------- | ---------------- | ---------------- | ---- |
|             | APRA        | Lista - Partido Aprista Peruano (APRA) |            | Miriam Pilco Deza          | Aprismo                                                 | 70.23%           | 15               |      |
|             | IU          | Lista - Izquierda Unida (IU) – Unión de Izquierda Revolucionaria (UNIR) – Partido Unificado Mariateguista (PUM) – Partido Socialista Revolucionario (PSR) – Partido Comunista Revolucionario (PCR) – Partido Comunista Peruano (PCP) – Frente Obrero Campesino Estudiantil y Popular (FOCEP) |            | Sin información disponible | Marxismo-leninismo Mariateguismo Socialismo democrático | 13.01%           | 2                |      |
|             | PPC         | Lista - Partido Popular Cristiano (PPC) |            | Sin información disponible | Conservadurismo social Humanismo Democracia cristiana   | 8.44%            | 1                |      |

## Resultados

### Sumario general
|                        |                                         |              |              |              |           |           |
| Partidos y coaliciones | Partidos y coaliciones                  | Voto popular | Voto popular | Voto popular | Regidores | Regidores |
| Partidos y coaliciones | Partidos y coaliciones                  | Votos        | %            | ±pp          | Total     | +/−       |
|                        | Partido Aprista Peruano (APRA)          | 69,498       | 61.06        | –9.17        | 14        | –1        |
|                        | Izquierda Unida (IU)                    | 29,597       | 26.00        | +12.99       | 4         | +2        |
|                        | Partido Popular Cristiano (PPC)         | 14,339       | 12.60        | +4.16        | 1         | ±0        |
|                        | Partido de Integración Nacional (PADIN) | 386          | 0.34         | Nuevo        | 0         | ±0        |
|                        |                                         |              |              |              |           |           |
| Total                  | Total                                   | 113,820      |              |              | 19        | ±0        |
|                        |                                         |              |              |              |           |           |
| Votos válidos          | Votos válidos                           | 113,820      | 100.00       | +13.22       |           |           |
| Votos en blanco        | Votos en blanco                         | 0            | 0.00         | –3.75        |           |           |
| Votos nulos            | Votos nulos                             | 0            | 0.00         | –9.47        |           |           |
| Votos emitidos         | Votos emitidos                          | 113,820      | 43.77        | –27.86       |           |           |
| Abstenciones           | Abstenciones                            | 146,208      | 56.23        | +27.86       |           |           |
| Votantes registrados   | Votantes registrados                    | 260,028      |              |              |           |           |
|                        |                                         |              |              |              |           |           |
| Fuente:                |                                         |              |              |              |           |           |

### Concejo Provincial de Trujillo
| Cargo                            | Autoridad electa             | Partido político | Partido político          |
| -------------------------------- | ---------------------------- | ---------------- | ------------------------- |
| Alcaldesa Provincial de Trujillo | Miriam Pilco Deza            |                  | Partido Aprista Peruano   |
| Regidor Provincial de Trujillo   | Luis Reyes Pita              |                  | Partido Aprista Peruano   |
| Regidor Provincial de Trujillo   | Elías Iturri Urrutia         |                  | Partido Aprista Peruano   |
| Regidor Provincial de Trujillo   | Humberto Henriquez Franco    |                  | Partido Aprista Peruano   |
| Regidor Provincial de Trujillo   | Aníbal Espino Menacho        |                  | Partido Aprista Peruano   |
| Regidor Provincial de Trujillo   | Julio Encomenderos Gutiérrez |                  | Partido Aprista Peruano   |
| Regidor Provincial de Trujillo   | Manuel Delgado Hernández     |                  | Partido Aprista Peruano   |
| Regidor Provincial de Trujillo   | Gustavo Pinillos Rodríguez   |                  | Partido Aprista Peruano   |
| Regidor Provincial de Trujillo   | Corcino Alva Pretell         |                  | Partido Aprista Peruano   |
| Regidora Provincial de Trujillo  | Juana Ucañan Amstrong        |                  | Partido Aprista Peruano   |
| Regidor Provincial de Trujillo   | Jorge Preciado Muñoz         |                  | Partido Aprista Peruano   |
| Regidora Provincial de Trujillo  | Hilda Lawinski de Borrek     |                  | Partido Aprista Peruano   |
| Regidor Provincial de Trujillo   | Elías Valle Ramírez          |                  | Partido Aprista Peruano   |
| Regidor Provincial de Trujillo   | Miguel Namay Rodríguez       |                  | Partido Aprista Peruano   |
| Regidor Provincial de Trujillo   | Alcides Arellano Alvarado    |                  | Partido Aprista Peruano   |
| Regidor Provincial de Trujillo   | Orlando Velásquez Benites    |                  | Izquierda Unida           |
| Regidor Provincial de Trujillo   | Enrique Paredes León         |                  | Izquierda Unida           |
| Regidor Provincial de Trujillo   | Orlando Angulo Trujillo      |                  | Izquierda Unida           |
| Regidor Provincial de Trujillo   | Juan Rufasto Gaspar          |                  | Izquierda Unida           |
| Regidor Provincial de Trujillo   | Manuel Montoya Hernández     |                  | Partido Popular Cristiano |

## Elecciones municipales distritales

### Sumario general
| Partidos y coaliciones | Partidos y coaliciones            | Voto popular | Voto popular | Voto popular | Alcaldías | Alcaldías |
| Partidos y coaliciones | Partidos y coaliciones            | Votos        | %            | ±pp          | Total     | +/−       |
| ---------------------- | --------------------------------- | ------------ | ------------ | ------------ | --------- | --------- |
|                        | Partido Aprista Peruano (APRA)    |              |              |              | 11        | –6        |
|                        | Izquierda Unida (IU)              |              |              |              | 0         | ±0        |
|                        | Partido Popular Cristiano (PPC)   |              |              |              | 0         | ±0        |
|                        | Listas independientes distritales |              |              | n/a          | 0         | ±0        |
|                        |                                   |              |              |              |           |           |
| Total                  | Total                             |              |              |              | 11        | –6        |
|                        |                                   |              |              |              |           |           |
| Votos válidos          |                                   |              |              |              |           |           |
| Votos en blanco        |                                   |              |              |              |           |           |
| Votos nulos            |                                   |              |              |              |           |           |
| Votos emitidos         |                                   |              |              |              |           |           |
| Abstenciones           |                                   |              |              |              |           |           |
| Votantes registrados   |                                   |              |              |              |           |           |
|                        |                                   |              |              |              |           |           |
| Fuente:                |                                   |              |              |              |           |           |

### Resultados por distrito
La siguiente tabla enumera el control de los distritos de la provincia de Trujillo. El cambio de mando de una organización política se resalta del color de ese partido.
| Distrito             | Alcalde(sa) titular                                            | Partido político                                               | Partido político                                               | Alcalde(sa) electo(a)      | Partido político | Partido político        |
| -------------------- | -------------------------------------------------------------- | -------------------------------------------------------------- | -------------------------------------------------------------- | -------------------------- | ---------------- | ----------------------- |
| El Porvenir          | Víctor Lozano Ibáñez                                           |                                                                | Partido Aprista Peruano                                        | Víctor Moya Obeso          |                  | Partido Aprista Peruano |
| Florencia de Mora    | Creación del distrito (Ley N° 24316, 23 de septiembre de 1985) | Creación del distrito (Ley N° 24316, 23 de septiembre de 1985) | Creación del distrito (Ley N° 24316, 23 de septiembre de 1985) | Manuel Cipriano Rafael     |                  | Partido Aprista Peruano |
| Huanchaco            | Amelia Calderón de Ferrer                                      |                                                                | Partido Aprista Peruano                                        | Mario Venegas Segura       |                  | Partido Aprista Peruano |
| La Esperanza         | Raúl Carranza Mariños                                          |                                                                | Partido Aprista Peruano                                        | Segundo Raza Urbina        |                  | Partido Aprista Peruano |
| Laredo               | Manuel Toribio Medina                                          |                                                                | Partido Aprista Peruano                                        | Manuel Toribio Medina      |                  | Partido Aprista Peruano |
| Moche                | Asunción de la Rosa Cedeño                                     |                                                                | Partido Aprista Peruano                                        | Julio Flores Cornelio      |                  | Partido Aprista Peruano |
| Poroto               | Guillermo Castro Fernández                                     |                                                                | Partido Aprista Peruano                                        | Víctor Solórzano Rodríguez |                  | Partido Aprista Peruano |
| Salaverry            | Antonio Gordillo Vera                                          |                                                                | Partido Aprista Peruano                                        | Antonio Gordillo Vega      |                  | Partido Aprista Peruano |
| Simbal               | Julio Gonzales Nieto                                           |                                                                | Partido Aprista Peruano                                        | Alejandro Mendoza Ticle    |                  | Partido Aprista Peruano |
| Víctor Larco Herrera | Humberto Vereau García                                         |                                                                | Partido Aprista Peruano                                        | Andrés Gracey Chicoma      |                  | Partido Aprista Peruano |
| Virú                 | Víctor Soles García                                            |                                                                | Partido Aprista Peruano                                        | Víctor Soles García        |                  | Partido Aprista Peruano |